# Felloid
Felloid – składnik fellemu (korka) oraz warstw komórek nieskorkowaciałych cienkościennych (np. u brzozy) lub grubościennych (np. u tulipanowca).